# تشهار ستون
تشهار ستون هي قرية في مقاطعة سلماس، إيران. يقدر عدد سكانها بـ 417 نسمة بحسب إحصاء 2016.